# Donald MacGillivray Nicol
Pour les articles homonymes, voir Nicol.
Donald MacGillivray Nicol FBA, MRIA (Portsmouth, 4 février 1923 - Cambridge, 25 septembre 2003) est un byzantiniste britannique.

## Biographie
Nicol est né d'un pasteur de l'Église d'Écosse et reçoit une éducation classique à la King Edward VII School (en) de Sheffield et à la St Paul's School de Londres. Enregistré comme objecteur de conscience en 1941, il sert de 1942 à 1946 dans la Friends' Ambulance Unit réunissant de nombreux objecteurs de conscience. Au sein de cette unité, il se rend en Grèce en 1944-1945, visite Ioannina et les monastères des Météores. Il retourne en Grèce en 1949-1950 comme membre de la British School at Athens. Au cours de cette période, il visite aussi le mont Athos et passe Pâques 1949 au monastère de Hilandar. En 1950, Nicol se marie à Joan Mary Campbell avec qui il a trois fils. Il complète son cursus doctoral au Pembroke College (Cambridge), en 1952. Sa thèse sur le despotat d'Épire devient son premier livre (The Despotate of Epiros). Son maître de thèse, Steven Runciman, devient son ami.
Après l'obtention de son doctorat, le premier poste académique de Nicol est celui de conférencier (Lecturer) à l'University College de Dublin de 1952 à 1964. Entre 1964 et 1966, il est chargé de cours invité à Dumbarton Oaks avant d'être Senior Lecturer (maître de conférences) en histoire byzantine à l’Edinburgh University de 1966 à 1970. En 1977-1980, il devient Assistant Principal du King's College et directeur adjoint en 1980-1981. De 1973 à 1983, il est l'éditeur du périodique Byzantine and Modern Greek Studies (en) et devient président de l’Ecclesiastical Historic Society en 1975-1976. De 1989 à 1992, il est directeur de la bibliothèque Gennadeion à Athènes.
Nicol devient membre de l'Académie royale d'Irlande en 1960 et membre de la British Academy en 1981. Pour ses contributions sur l'histoire médiévale de l'Épire, la cité d'Arta le fait citoyen honoraire en 1990 et il reçoit un doctorat honoris causa de l'université d'Ioannina en 1997. En plus de ses travaux sur le despotat d'Épire, Nicol travaille principalement sur l'Empire byzantin sous les Paléologues (de 1261 à 1453).

## Travaux
- Donald M. Nicol, The Despotate of Epiros, Oxford, Blackwell, 1957 (lire en ligne)
  - Donald M. Nicol, The Despotate of Epiros 1267-1479: A Contribution to the History of Greece in the Middle Ages, Cambridge, Cambridge University Press, 1984, 2. ed. éd. (1re éd. 1957) (lire en ligne)
- Donald M. Nicol, The Byzantine Family of Kantakouzenos (Cantacuzenus) ca. 1100-1460: A Genealogical and Prosopographical Study, Washington, Dumbarton Oaks Center for Byzantine Studies, 1968 (lire en ligne)
- Donald M. Nicol, Byzantium: Its Ecclesiastical History and Relations with the Western World: Collected Studies, London, Variorum, 1972 (lire en ligne)
- Donald M. Nicol, Meteora: The Rock Monasteries of Thessaly, London, Variorum, 1975 (lire en ligne)
- Donald M. Nicol, The Last Centuries of Byzantium, 1261-1453, London, Rupert Hart-Davis, 1972 (lire en ligne)
  - Donald M. Nicol, The Last Centuries of Byzantium, 1261-1453, Cambridge, Cambridge University Press, 1993, 2. ed. éd. (1re éd. 1972) (lire en ligne)
- Donald M. Nicol, The End of the Byzantine Empire, New York, Holmes & Meier Publishers, 1979 (lire en ligne)
- Donald M. Nicol, Church and Society in the Last Centuries of Byzantium, Cambridge, Cambridge University Press, 1979 (lire en ligne)
- Donald M. Nicol, Byzantium and Venice: A Study in Diplomatic and Cultural Relations, Cambridge, Cambridge University Press, 1988 (lire en ligne)
  - Donald M. Nicol, Byzantium and Venice: A Study in Diplomatic and Cultural Relations, Cambridge, Cambridge University Press, 1992, 2. ed. éd. (1re éd. 1988) (lire en ligne)
- Donald M. Nicol, Joannes Gennadios, the Man: A Biographical Sketch, Athens, American School of Classical Studies, 1990 (lire en ligne)
- Donald M. Nicol, A Biographical Dictionary of the Byzantine Empire, London, Seaby, 1991 (lire en ligne)
- Donald M. Nicol, The Immortal Emperor: The Life and Legend of Constantine Palaiologos, Last Emperor of the Romans, Cambridge, Cambridge University Press, 1992 (lire en ligne)
  - Donald M. Nicol, The Immortal Emperor: The Life and Legend of Constantine Palaiologos, Last Emperor of the Romans, Cambridge, Cambridge University Press, 2002, 2. ed. éd. (1re éd. 1992) (lire en ligne)
- Donald M. Nicol, The Byzantine Lady: Ten Portraits, 1250-1500, Cambridge, Cambridge University Press, 1994 (lire en ligne)
  - Donald M. Nicol, The Byzantine Lady: Ten Portraits, 1250-1500, Cambridge-New York, Cambridge University Press, 1996, 2. ed. éd. (1re éd. 1994) (lire en ligne)
- Donald M. Nicol, The Reluctant Emperor: A Biography of John Cantacuzene, Byzantine Emperor and Monk, c. 1295-1383, Cambridge, Cambridge University Press, 1996 (lire en ligne)
  - Donald M. Nicol, The Reluctant Emperor: A Biography of John Cantacuzene, Byzantine Emperor and Monk, c. 1295-1383, Cambridge, Cambridge University Press, 2002, 2. ed. éd. (1re éd. 1996) (lire en ligne)
- Donald M. Nicol, Theodore Spandounes: On the Origins of the Ottoman Emperors, Cambridge, Cambridge University Press, 1997 (lire en ligne)